# In Camera (album)
 (août 2025).
Albums de Peter Hammill
The Silent Corner and the Empty Stage
(1974) Nadir's Big Chance
(1975)
In Camera est le quatrième album solo de Peter Hammill, sorti en 1974.

## Liste des titres
1. Ferret & Featherbird
2. No More (the Sub-Mariner)
3. Tapeworm
4. Again
5. Faint-heart and the Sermon
6. The Comet, the Course, the Tail
7. Gog
8. Magog (in Bromine Chambers)
9. The Emperor in his war-room(BBC)[3]
10. Faint-heart and the sermon(BBC)[3]
11. (No More) the sub-Mariner(BBC)[3]

## Contributions

### Musiciens
- Peter Hammill : guitare, basse, piano, harmonium, ARP 2600, Mellotron, chant[1][4]
- Guy Evans : batterie (3, 7)
- Chris Judge Smith : percussions, chœurs (8)
- Paul Whitehead : percussions (8)
- David Hentschel : programmation du Arp 2600, magie de studio, ingénieur, montage

## Contexte
D'après l'artiste, In Camera fait référence, au moins en partie, à la chambre du cottage de Worth dans laquelle fut enregistré l'album.
Il fut enregistré dans la perspective d'une carrière définitivement solo dans une période ou toute nouvelle formation de Van der Graaf Generator ne lui paraissait plus envisageable.

### Enregistrement et montage
La prise de son initiale ayant servi de base a été réalisé en décembre 1973 dans le studio personnel « Sofa Sound » établi au cottage de Worth dans le Sussex à l'aide d'un matériel 4 pistes analogiques.
Le montage, ajouts et autres arrangements ont été réalisés en avril 1974 au studios Trident à Londres sur du matériel 24 pistes.

## Commentaires de l'artiste

### «Ferret and Featherbird»
Initialement prévu pour l'album « The Aerosol Grey Machine » de Van der Graaf Generator il a été une des dernières entrée dans la liste des morceaux de l'album. L'idée était de créer avec cette "chanson douce" une sorte d'équilibre avec le reste de l'opus.

### «No More (the sub-Mariner)» et «Faint-Heart and the Sermon»
Ces deux titres sont unis et par leurs thèmes communs (ce sont des réflexions personnelles sur le passé, la foi, l'identité, etc.) et par l'utilisation dominante de synthétiseurs.

### «The Comet»
Ce titre a été conçu comme un quatuor de guitares, : basse, acoustique, électrique et 12 cordes.

### «Gog»
Gog est en quelque sorte l'apogée de l'utilisation de l'harmonium dans la production de l'auteur. Il faudra attendre The Fall of the House of Usher pour en retrouver les accents.

### «Magog»
Ce titre est bâti autour de nombreux éléments de musique concrète tels que, par exemple, un « accident sonore unique » survenu après avoir heurté le bouton de compression des basses et enregistré par coïncidence sur la bande magnétique.